# ويليام ألويسيوس أوكونور
ويليام ألويسيوس أوكونور (بالإنجليزية: William Aloysius O'Connor)‏ هو كاهن كاثوليكي أمريكي، ولد في 27 ديسمبر 1903 في شيكاغو في الولايات المتحدة، وتوفي في 14 نوفمبر 1983.